# Salbker See II

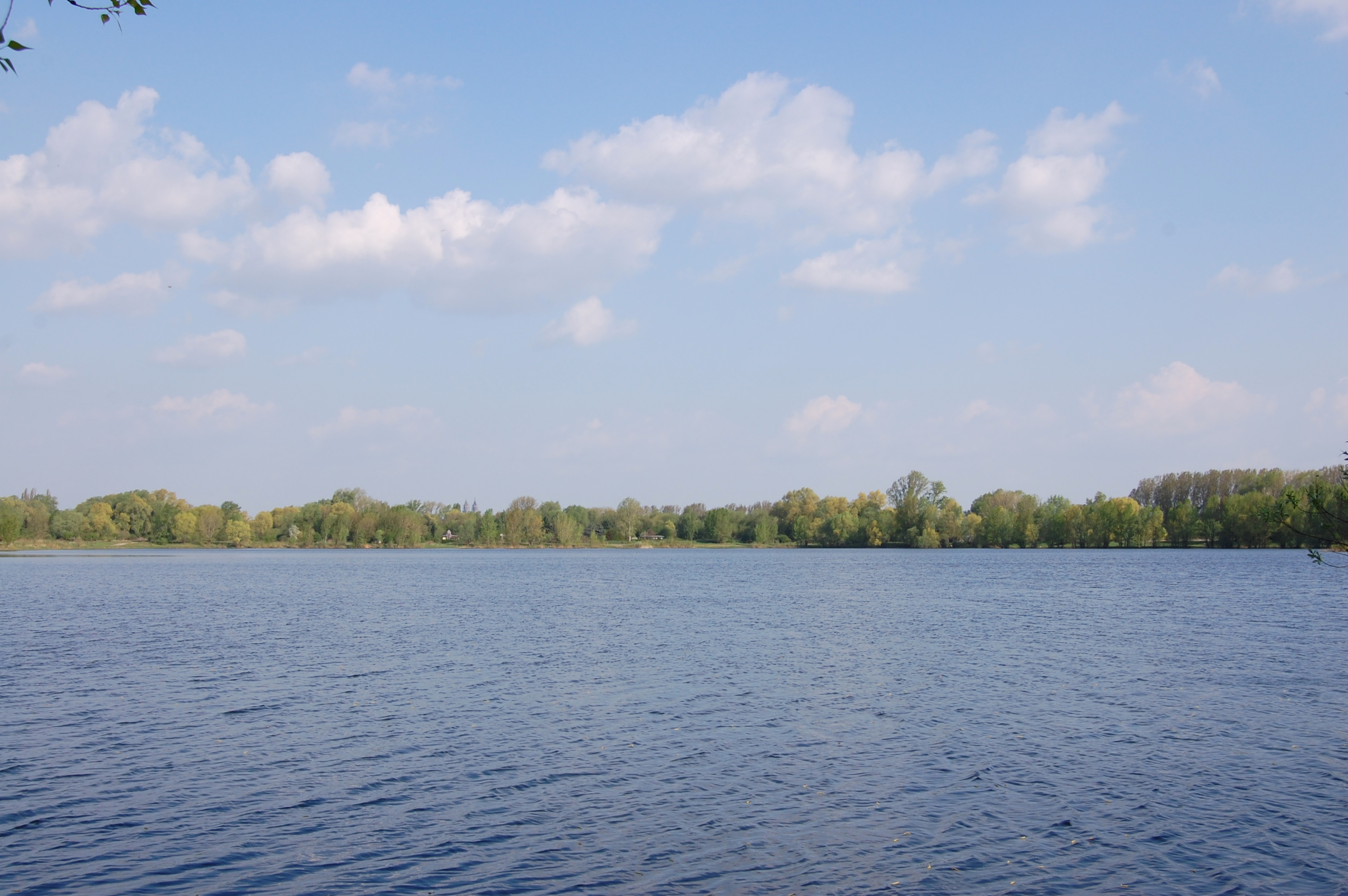
Blick vom Südufer über den Salbker See II

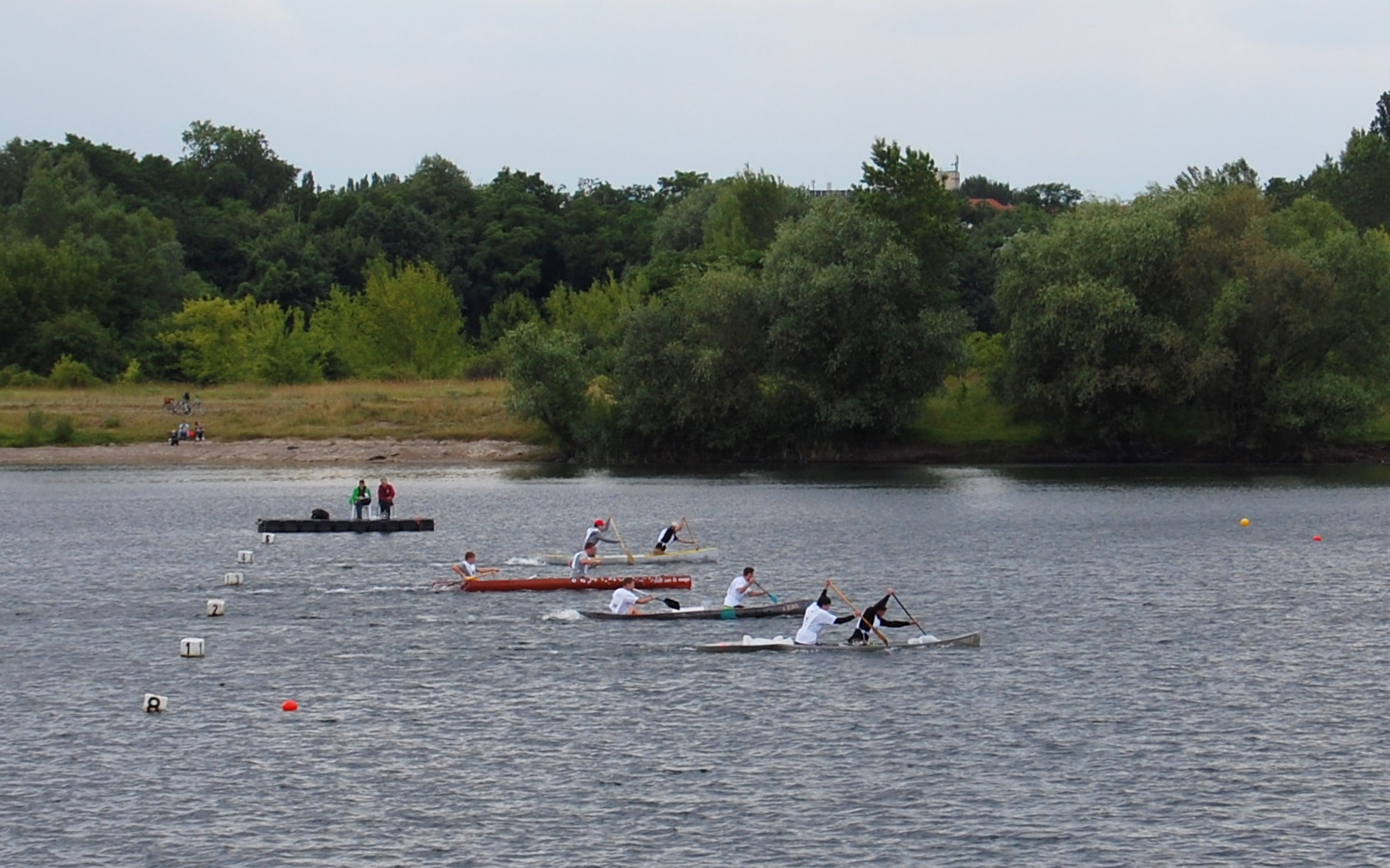
Lauf der Betonboot-Regatta am 25. Juni 2011

Der Salbker See II ist ein See im Süden der Stadt Magdeburg.

## Geographie
Er liegt östlich des Magdeburger Stadtteils Fermersleben, zu dessen Gemarkung er, trotz der Benennung nach dem weiter südlich gelegenen Stadtteil Salbke, gehört. Nur etwas östlich des Sees fließt die Elbe. Am Ostufer des Sees, auf dem Katzenwerder, befinden sich die Anlagen des an der Elbe liegenden Sportboothafen Fermersleben mit den Gebäuden des Wassersportvereins Buckau-Fermersleben und der westelbische Radweg. Nördlich erstreckt sich der Wolfswerder. Der Salbker See II bedeckt eine Fläche von 19,1 Hektar, andere Angaben nennen die Größe mit etwa 14 Hektar oder gar nur 10 Hektar. Die Wassertiefe beträgt zwei bis fünf Meter, wobei der Wasserstand auch durch die Nahe Elbe beeinflusste wird. Die Ufer steigen sanft an. Nur im Südwesten ergebt sich das Ufer unmittelbar einen Meter über die Wasserfläche. Südlich des Sees, nur durch einen 100 Meter breiten Damm getrennt, befindet sich der größere Salbker See I. Beide Seen gehören zum Überschwemmungsgebiet der Elbe und sind bei größeren Hochwasserereignissen samt ihrem Umland von Überschwemmungen betroffen.

## Fauna und Bewirtschaftung
Der Fischbestand ist besonders durch Zander, Plötze, Blei, Barsch, Aal und Karpfen geprägt. In den 1980er Jahren wird berichtet, dass auf dem See das Eisangeln auf Barsche mit der Mormyschka sehr beliebt war.
Bewirtschaftet wird der See durch den Wassersportverein Buckau-Fermersleben.

## Geschichte
Der Salbker See II entstand infolge eines ab 1973 erfolgten Kiesabbaus und ist etwas jünger als der aus gleichem Grund entstandene Salbker See I. Der Kies wurde vom Abbau insbesondere direkt zur damaligen Baustelle des Magdeburger Rings gefahren. Beim Kiesabbau ergab sich das überraschende Problem, dass man in einer Tiefe von fünf bis sechs Metern auf Faulschlamm traf, der aus einem alten Verlauf der Elbe herrührte, der noch bis um das Jahr 1000 zumindest als verschlammter Altlauf offen lag. Weitere Probleme ergaben sich als man im südlichen Teil des heutigen Westufer des Sees auf eine alte Uferbefestigung stieß. Sie bestand aus angespitzten starken Rammpfählen sowie sehr schweren Bruchsteinen aus gommeraner Quarzit. Es wird angenommen, dass es sich um die Reste einer Fährstelle, vermutlich in Richtung Prester, oder aber um eine Anlegestelle für Handelsschiffe handelte. In diesem Gebiet wurde im Schlamm ein mittelslawischer Topf gefunden, der jedoch vom Kiesbagger zerdrückt worden war. Unterhalb der Uferbefestigung wurden diverse weitere archäologische Funde gemacht. Neben Scherben eines slawischen Gefäßes wurde eine provinzialrömische Schöpfkelle, eine römische Trense sowie Mühlsteine einer Drehmühle gefunden. Während der Topf wohl vor Ort versunken war, wird bei den anderen Funden davon ausgegangen, dass sie hier zu einem Zeitpunkt, als noch Strömung im Altarm bestand, angeschwemmt wurden. Die Schöpfkelle wird auf den Zeitraum Ende des 2. und Anfang des 3. Jahrhunderts geschätzt und weist Spuren einer zeitgenössischen Reparatur auf. Ein in der Nähe gefundener Schädel wurde auch die Vermutung angestellt, dass es sich um einen Grabfund handelt, zu dem dann möglicherweise auch die Trense gehört. Da die konkrete Auffindung erst bei der Ausbaggerung erfolgte und die ursprüngliche Lage sowie kleinere Funde unklar blieben, konnte diese Frage jedoch nicht mehr beantwortet werden. Auch eine kultische Bedeutung wurde erwogen.
Im Jahr 1983 wurde der Kiesabbau dann eingestellt. Zuvor befand sich an der Stelle das zu Fermersleben gehörende Flurstück Der Anger, durch das sich die Sülze wand. Das Gelände war eben und wurde landwirtschaftlich im Ackerbau genutzt. 1983 wurden die Ufer des Sees begradigt und mit Sanden und Schlacken verfüllt. Dies führte zu einer Beeinträchtigung des Fischbestandes. Bis zum 1. Dezember 1986 war das Angeln im See daher untersagt. Seine Form ist vor allem in seinem westlichen Abschnitt fast rechteckig. Der See ist Austragungsort eines regelmäßig stattfindenden Drachenbootrennens. Am 24./25. Juni 2011 fand auf dem See unter der Schirmherrschaft des Magdeburger Oberbürgermeister Lutz Trümper die 13. Betonboot-Regatta statt. Beim Elbe-Hochwasser 2013 wurde der See ab dem 5. Juni 2013 überflutet.